# Primary (músico)
Choi Dong Hoon (en hangul, 최동훈, nacido el 31 de enero de 1983 en Seúl), conocido por su nombre artístico Primary (프라이머리), es un músico y productor surcoreano. Actualmente, está afiliado al sello discográfico Amoeba Culture.
Primary ha colaborado con varios artistas para producir sus álbumes Back Again, Primary Score, Daily Apartment, Primary and the Messengers, y 2. Él también ha producido álbumes para otros artistas surcoreanos de hip hop, incluyendo el álbum debut de Supreme Team, Supremier, Kill de Dynamic Duo, al igual que muchos sencillos de MBLAQ, incluyendo «I'm Back» y «Smoky Girl». También ha aparecido en el show de variedades de la MBC, Infinity Challenge, en 2013.

## Carrera
Primary debutó en la escena del hip hop surcoreano en 2004, haciendo colaboraciones con Dynamic Duo y Garion. También ganó mucha experiencia atendiendo a la Academia de Jazz de Seúl. En 2006, debutó con un álbum titulado Step Under the Metro, en colaboración con Beenzino, bajo el sobrenombre de P'Skool (Primary Skool). Como parte de la publicidad del álbum, Primary donó una máscara hecha con una caja de cartón con un pico de pájaro para que la misma publicidad sea más memorable. Esta banda está ahora inactiva, pero a veces se presentan en vivo junto a Dynamic Duo y Supreme Team.
Primary, junto a Gaeko de Dynamic Duo, compusieron una canción para la visita a Corea de Quincy Jones de 2011, la cual el mismo cantó en una conferencia de prensa y expresó su aprecio a la misma. En 2011, Primary lanzó la primera parte del álbum Primary and the Messengers y continuó publicando las otras tres partes hasta octubre de 2012. El álbum en total, incluye colaboraciones con 23 artistas diferentes. El exitosamente entró en el top diez en varias listas de música coreanas con la canción «? (Question Mark)», junto a Choiza y Zion.T, en noviembre de 2012. Primary se presentó luego en una presentación especial junto a Dynamic Duo en el MBC Gayo Daejun de 2012.
El 31 de agosto y el 1 de septiembre de 2013, Primary presentó un concierto en conjunto con Zion.T en el Lotte Art Center en Seúl, para los cuales se agotaron las entradas. Primary también participó en el Infinity Challenge Song Festival de 2013, presentándose junto a Park Myeong Su y produciendo una canción para Park Ji Yoon. Las canciones que hizo para el evento, «I Got C» y «Mr. Lee», fueron dichas que habían cruzado la línea entre muestreo y plagio en el uso de las canciones de Caro Emerald, «Liquid Lunch» y «One Day». Primary luego dio crédito oficialmente al grupo de compositores de Caro Emerald, Grandmono, por dichas canciones. Todas las ganancias de la canción «I Got C» fueron donadas. Tiempo después, Primary produjo la canción «Without You», para el grupo Infinite H.

## Discografía

### Álbumes de estudio
| Año  | Título                              | Detalles                                                                                    |
| ---- | ----------------------------------- | ------------------------------------------------------------------------------------------- |
| 2006 | Step Under the Metro (como P'Skool) | - Publicación: 26 de septiembre de 2006 - Sello: Tyle Music - Formato: CD                   |
| 2007 | First Step (como Primary Score)     | - Publicación: 1 de noviembre de 2007 - Sello: Sony BMG - Formato: CD                       |
| 2008 | Back Again (junto a Mild Beats)     | - Publicación: 20 de marzo de 2008 - Sello: Independiente - Formato: CD                     |
| 2009 | Daily Apartment (como P'Skool)      | - Publicación: 28 de julio de 2009 - Sello: Hiphopplaya - Formato: CD                       |
| 2012 | Primary and the Messengers          | - Publicación: 31 de octubre de 2012 - Sello: Amoeba Culture - Formato: CD                  |
| 2015 | 2                                   | - Publicación: 12 de agosto de 2015 - Sello: Amoeba Culture - Formato: CD, descarga digital |

### Sencillos
| Año  | Título                                    | Posiciones Pico | Ventas          | Álbum                      |
| Año  | Título                                    | KOR             | Ventas          | Álbum                      |
| ---- | ----------------------------------------- | --------------- | --------------- | -------------------------- |
| 2012 | «Johnny» (con Dynamic Duo)                | 48              | KOR: 1,575,626+ | Primary and the Messengers |
| 2012 | «? (Question Mark)» (con Choiza y Zion.T) | 3               | KOR: 2,209,005+ | Primary and the Messengers |
| 2012 | «See Through» (con Zion.T y Gaeko)        | 62              | KOR: 746,378+   | Primary and the Messengers |
| 2015 | «Mileage» (con Hwasa y Paloalto)          | 45              | KOR: 102,831+   | 2                          |
| 2015 | «Don't be Shy» (con Choa y Iron)          | 10              | KOR: 428,529+   | 2                          |
| 2015 | «Hello» (con Lena Park)                   | 33              | KOR: 109,466+   | 2                          |
| 2015 | «Just Like U» (con Yankie y Jessi)        | 73              | KOR: 35,209+    | 2                          |
| 2015 | «Rubber» (con Hyukoh)                     | 7               | KOR: 152,644+   | 2                          |